# Croisilles British Cemetery
Le Croisilles British  Cemetery est un cimetière militaire de la Première Guerre mondiale, situé sur le territoire de la commune de Croisilles , dans le département du Pas-de-Calais, à l'est d'Arras.
Deux autres cimetières militaires britanniques sont implantés sur le territoire de la commune: Croisilles Railway Cemetery et Summit Trench Cemetery.

## Localisation
Ce cimetière est situé au sud  du village, rue Eugène-Hornez, à proximité du complexe sportif.

## Histoire

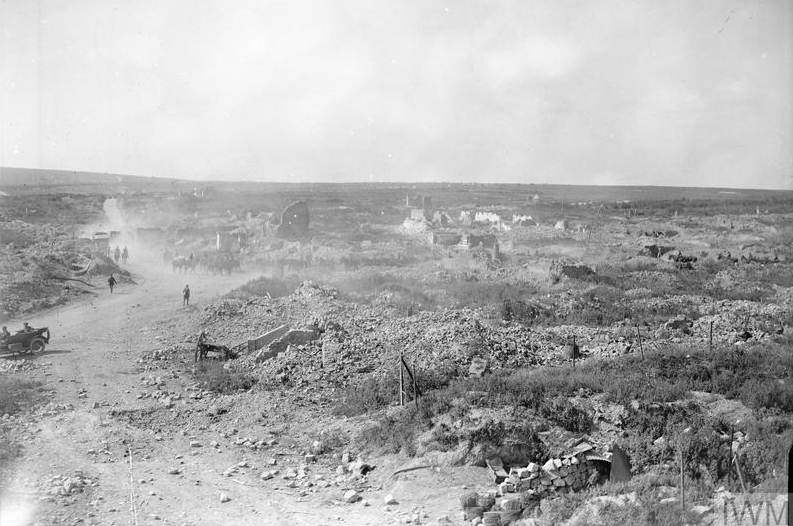
La photo de l'armée britannique montre que le village est complètement détruit en 1918.

Aux mains des Allemands dès fin août 1914, le village restera loin des combats jusqu'en mars 1917, date à laquelle les Allemands  évacueront tous les habitants et détruiront complètement les habitations pour transformer la zone en un no man's land à la suite de leur retrait sur la ligne Hindenburg.
Les ruines du village sont alors occupées sont alors attaquées par la  7e division britannique en mars 1917 et prises le 2 avril. Le secteur fut de nouveau fut perdu le 21 mars 1918 lors de l'offensive du Printemps de l'armée allemande et repris définitivement par la 45e London Division le 28 août suivant, après de violents combats.
Ce cimetière a été utilisé à partir d'avril 1917 jusqu'en mars 1918 pour inhumer les victimes des combats. Des tombes ont été apportées des champs de bataille voisins et de quelques cimetières plus petits. La majorité des soldats enterrés dans le cimetière appartenaient aux gardes des 7e et 21e divisions.
Le cimetière britannique de Croisilles contient maintenant 1 171 sépultures du Commonwealth dont 647 ne sont pas identifiées mais il existe des mémoriaux spéciaux pour quatorze victimes enterrées parmi elles. Le cimetière contient également les tombes de six aviateurs du Commonwealth de la Seconde Guerre mondiale et 18 tombes de guerre allemandes

## Caractéristiques
Ce vaste cimetière a un plan rectangulaire de 70 m sur 50 et est entouré d'un muret de moellons .

## Sépultures
| Pays           | Sépultures |
| -------------- | ---------- |
| Royaume-Uni    | 1 170      |
| Australie      | 2          |
| Canada         | 3          |
| Afrique du Sud | 2          |
| Allemagne      | 18         |
| Total          | 1 195      |

## Galerie

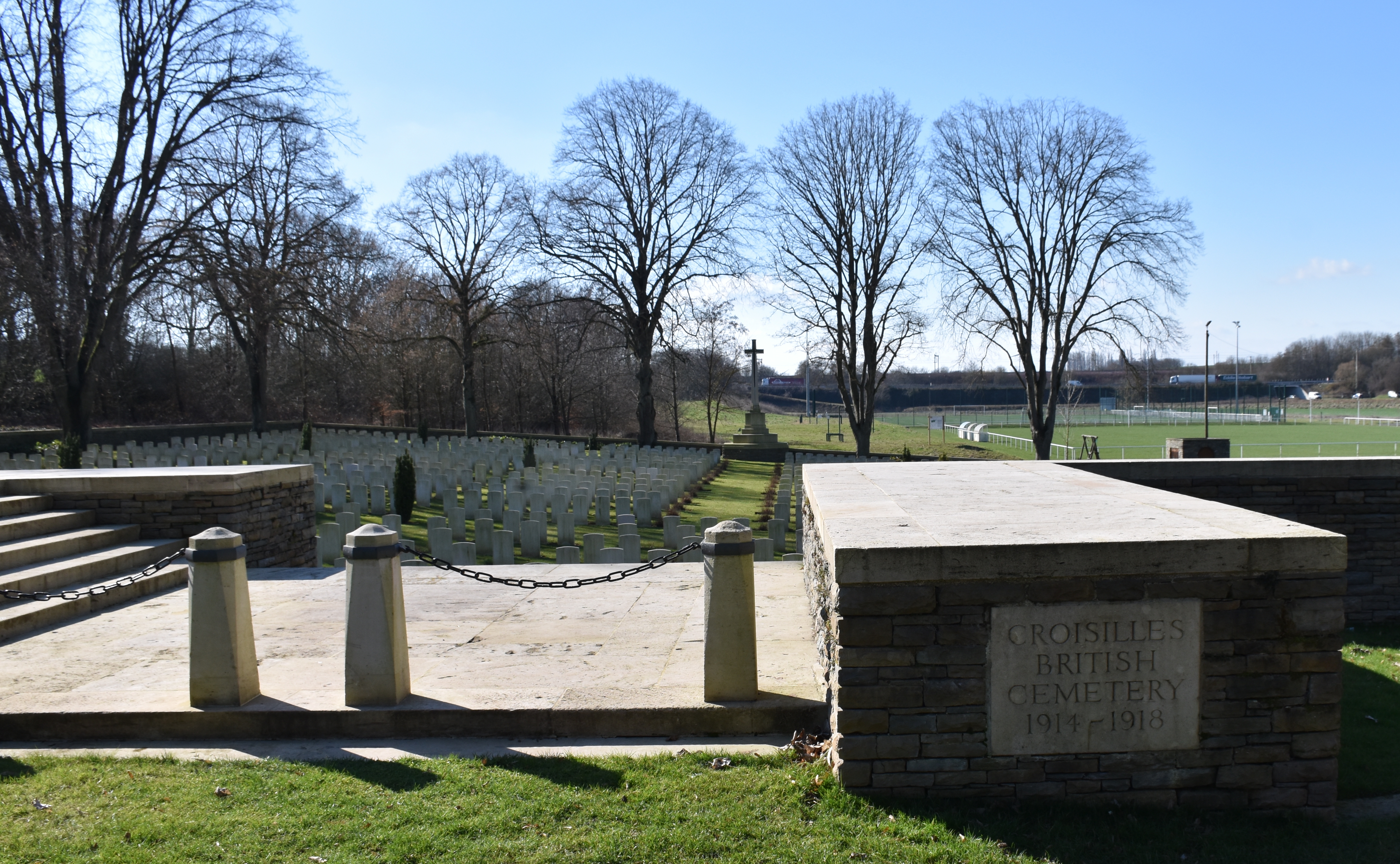
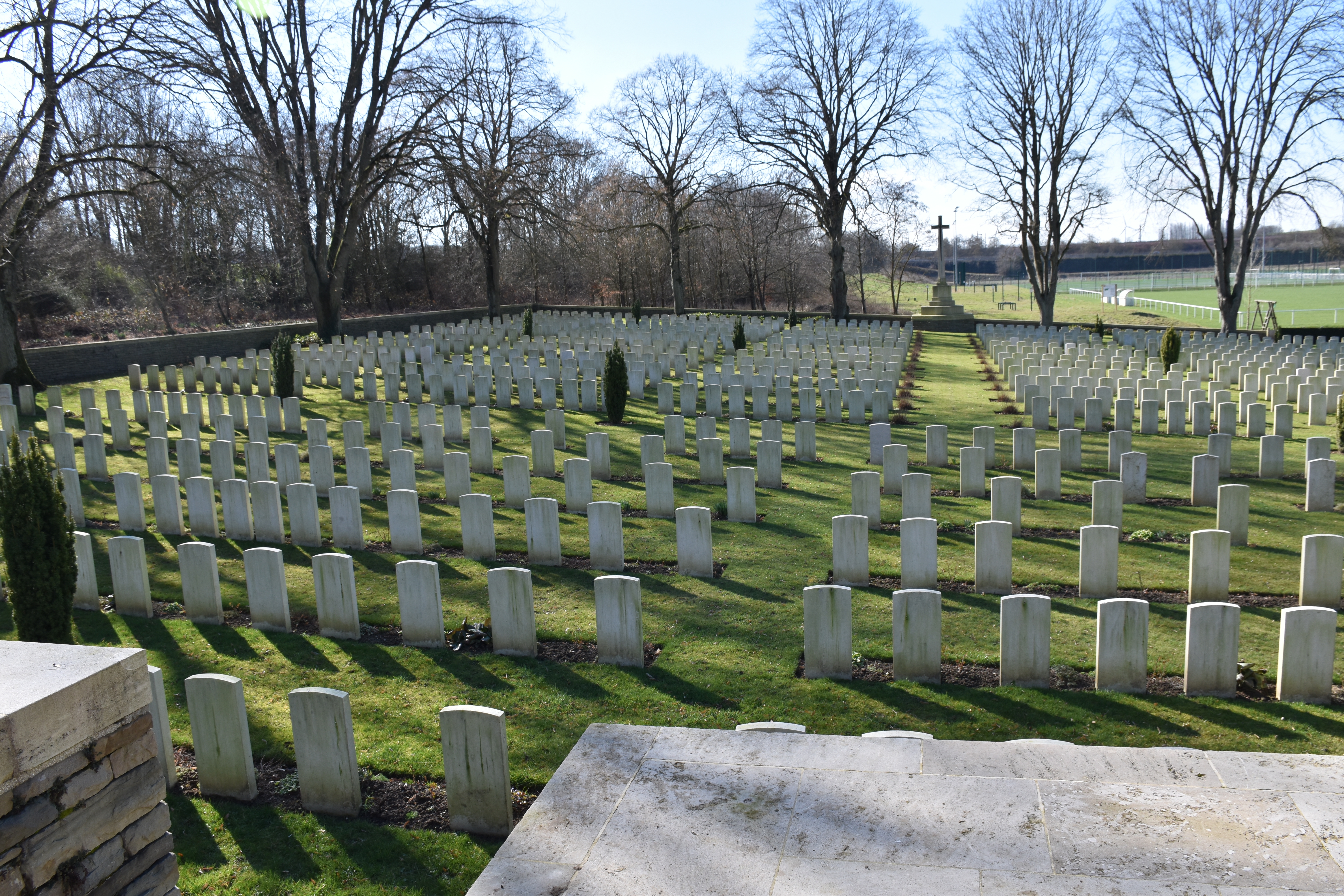
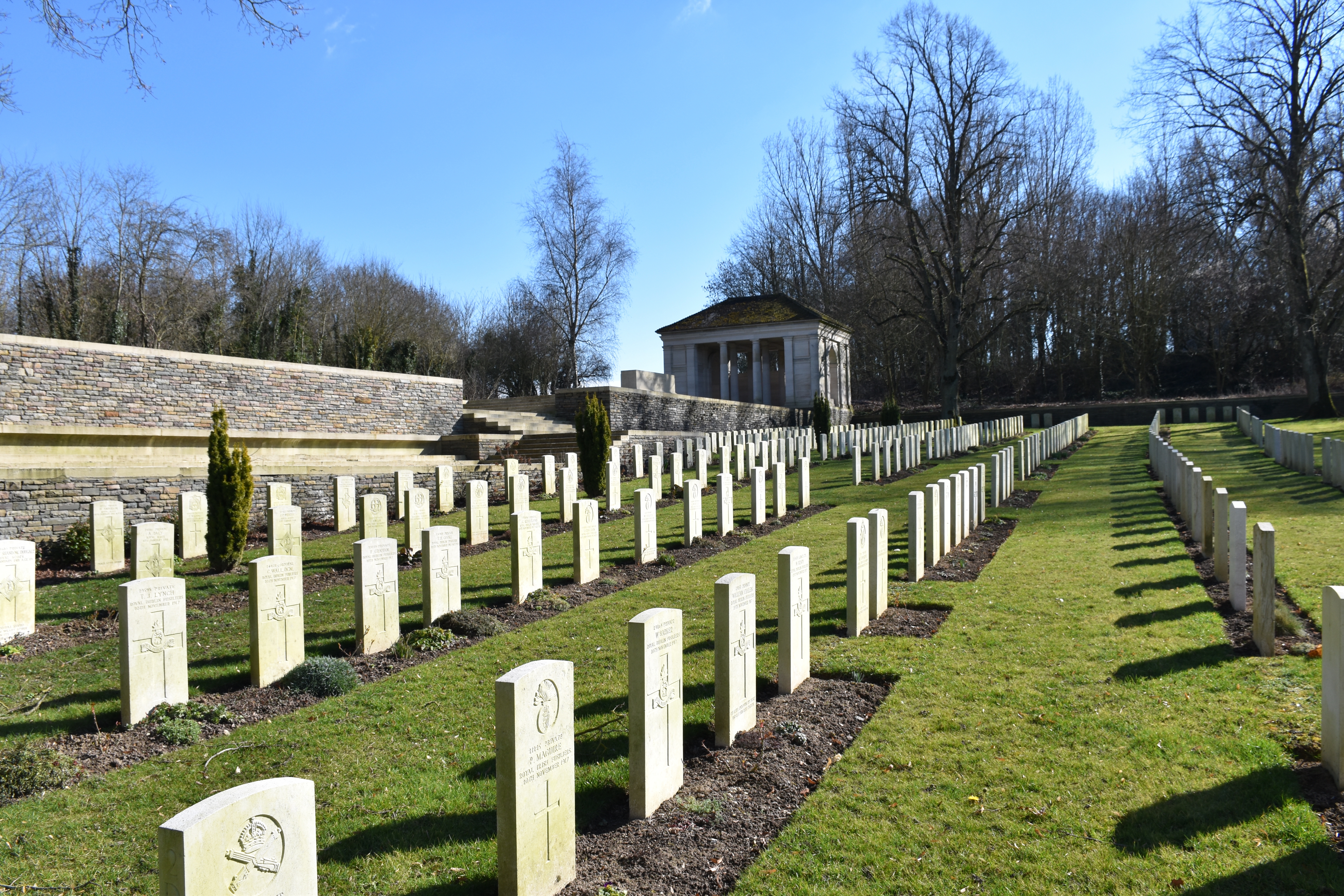
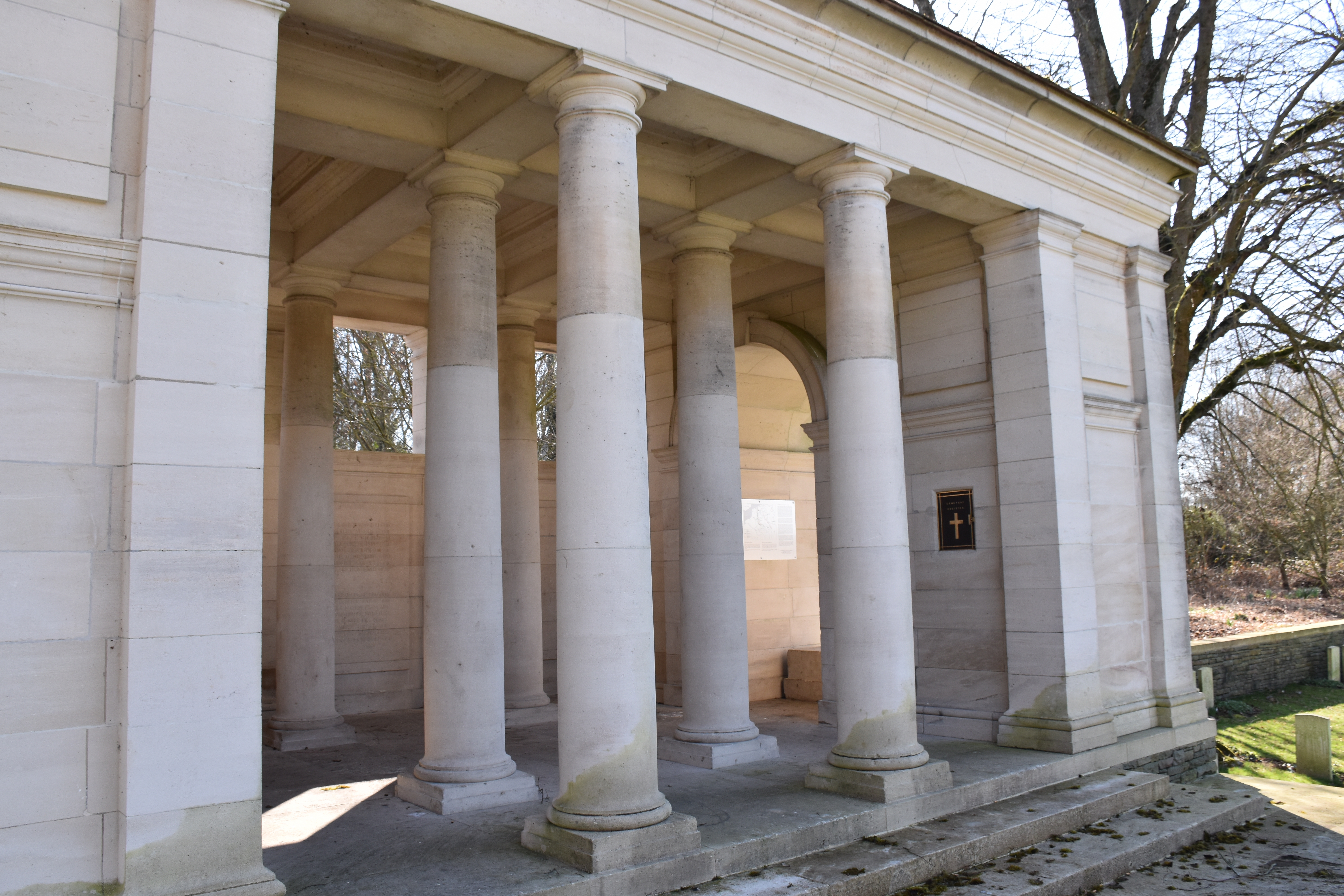
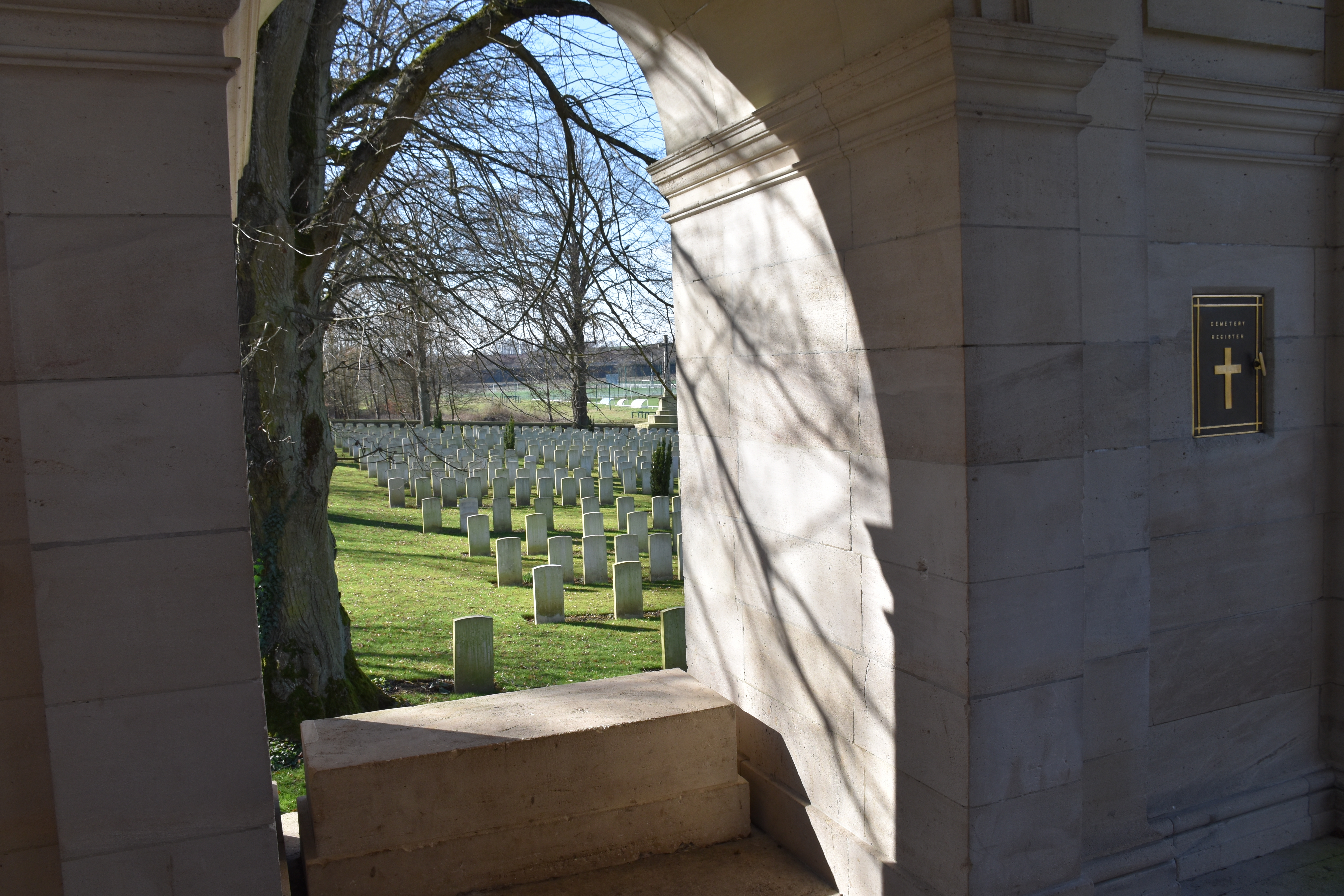
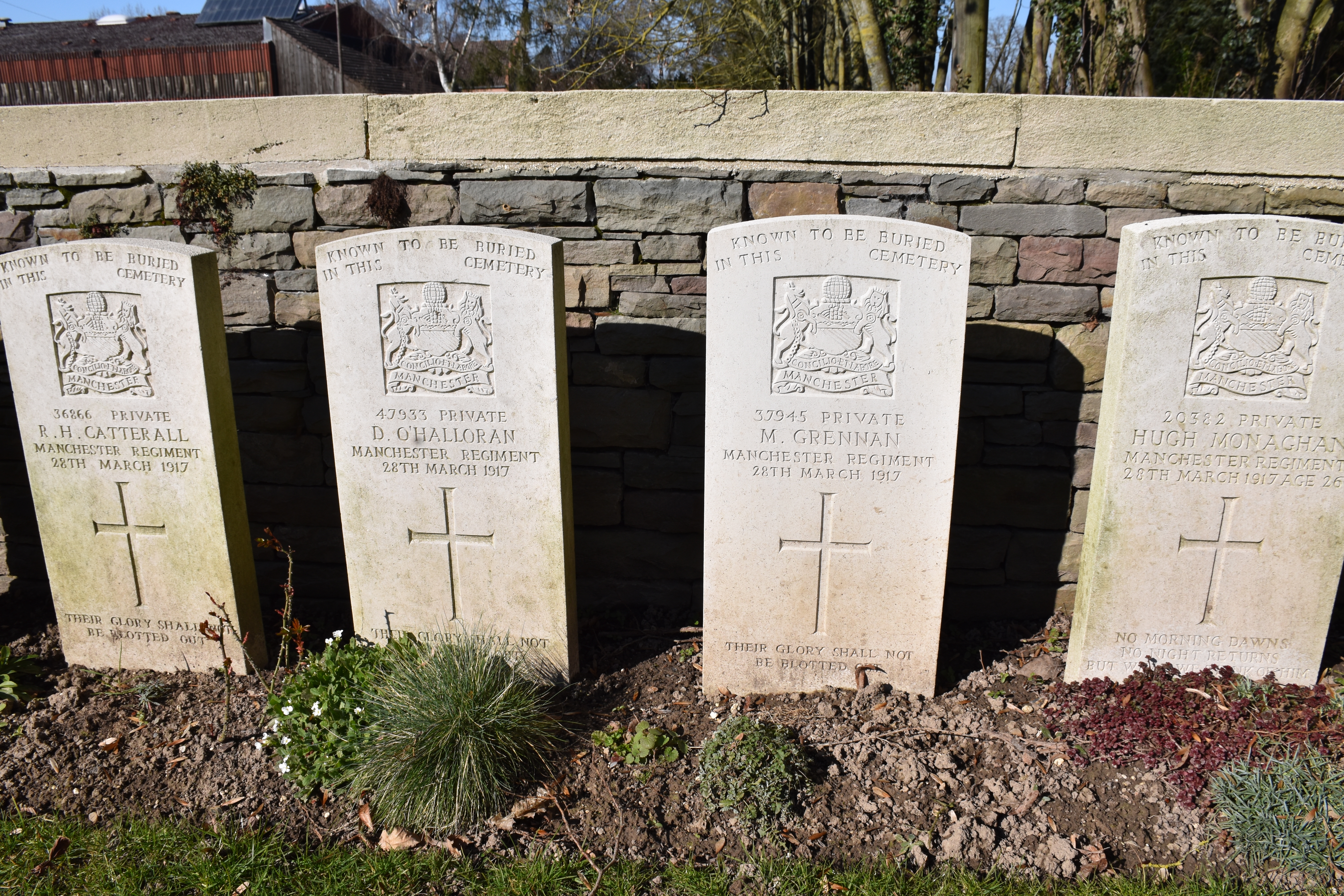
Tombes de soldats du Manchester Regiment tombés le 28 mars 1917.

## Pour approfondir